# Lill-Nyängestjärnen
Lill-Nyängestjärnen är en sjö i Vindelns kommun i Västerbotten och ingår i Sävaråns huvudavrinningsområde.